# Åke Andersson (ishockeyspelare)
Gustav Åke "Plutten" Andersson, född 8 juni 1918 i Stockholm, död 11 maj 1982 i Hägersten, var en svensk ishockey-, fotbolls- och bandyspelare. Han blev världsmästare i ishockey 1953, vann OS-brons 1952 samt dessutom 6 SM-guld.
Åke "Plutten" Andersson spelade för Hammarby IF hela sin aktiva karriär. 
- Han spelade bandy för Hammarby IF, mellan 1935 och 1958, varav nio säsonger i allsvenskan.
- I fotboll spelade han med Hammarby säsongen 1935/1936 till 1950/1951, varav en säsong i allsvenskan.
- Allsvensk ishockey spelade han för Hammarby mellan 1935 och 1957 och blev svensk mästare sex gånger.[2]

Åke ”Plutten” Andersson, spelade 23 säsonger i högsta serien i ishockey mellan 1935 och 1957, de första säsongerna som forward, men från mitten av 1940-talet som back. Han är den spelare i svensk ishockey som spelat flest säsonger i den högsta serien.
Plutten erhöll Svenska Ishockeyförbundets första debutantpris. Utmärkelsen delas ut fortfarande. "Plutten" Andersson erhöll pris märkt nummer 1 den 19 februari 1937 i en match mot German Canadians . Det blev totalt 134 A-landskamper i ishockey mellan åren 1937 och 1954. Han var lagkapten i landslaget åren efter  andra världskriget. Han spelade även 3 A-landskamper och 3 B-landskamper i bandy mellan 1937 och 1951.
Åke Andersson blev Stor grabb i ishockey med nummer 24 och bandy med nummer 51. 
Åke "Plutten" Andersson var enligt bedömare en lugn person på plan med gott taktiskt sinne och stort spelsinne. Han var duktig på att positionera sig på plan och hade goda offensiva kvalitéer.
Han var bror till Stig Emanuel "Stickan" Andersson, som också spelade i Hammarby IF och svenska landslaget. Åke Andersson är gravsatt i minneslunden på Skogskyrkogården i Stockholm.

## Meriter
- SM-silver bandy 1957
- OS-brons ishockey 1952
- VM-guld ishockey 1953
- VM-silver 1947, 1951
- VM-brons ishockey 1952, 1954
- EM-guld ishockey 1951, 1952, 1953
- EM-silver ishockey 1947, 1949, 1954
- EM-brons ishockey 1948, 1950
- SM-guld ishockey 1936, 1937, 1942, 1943, 1945, 1951